# Hy-Drive
El Hy-Drive fue un sistema de transmisión semiautomática introducido por Chrysler en 1953 en los Plymouth del mercado estadounidense. Era una transmisión manual híbrida equipada con un convertidor de par, como la mayoría de las cajas totalmente automáticas. Aunque los coches Hy-Drive tenían un pedal de embrague como una transmisión manual tradicional, solo se usaba para iniciar la marcha. Una vez circulando, el conductor podría subir y bajar de marcha usando la palanca de cambio sin pisar el embrague o incluso sin levantar el pie del acelerador.
La industria quedó sorprendida por la aparición de la transmisión automática a principios y finales de la década de 1940. General Motors había desarrollado la transmisión Dynaflow, introducida por Buick en 1948, que se convirtió en un gran éxito entre el público, instalándose muy pronto en más del 80% de los nuevos Buick (el cambio Hydramatic, la primera transmisión totalmente automática de GM presentada en 1939, estaba en el 70% de los Pontiac de aquel año). Chrysler había ofrecido previamente un acoplamiento fluido denominado Fluid Drive (que no se trataba de un convertidor de par, ya que no lo multiplicaba) en sus transmisiones manuales, y el Hy-Drive fue el resultado de la evolución de este primer sistema. Fue vendido en los Plymouth durante todo el año 
de 1953, siendo sustituido en abril de 1954 por el sistema PowerFlite completamente automático, que se convirtió en el estándar disponible.
Unos 75.000 coches fueron equipados con la transmisión Hy-Drive.

## Otras características
- El Hy-Drive era tan grande que requirió una reingeniería completa del compartimiento del motor y del túnel de transmisión de los Plymouth.
- Los Dodge y DeSoto basados en Plymouth para la exportación se podían solicitar con Hy-Drive.
- Las transmisiones Hy-Drive compartían el aceite lubricante del motor, lo que requería 11 cuartos de galón (10,4 L) para un cambio de aceite.